# Željeznov
Željeznov je priimek več znanih Slovencev:
- Dušan Željeznov (1927—1996), publicist in prevajalec
- Marijana Željeznov-Kokalj (1898—1964), književnica
- Miljutin Željeznov (1930—2002), elektrotehnik